# Michael Lombardi (Footballfunktionär)
Michael Lombardi (* 19. Juni 1959 in Ocean City, New Jersey) ist ein amerikanischer Funktionär und Journalist im American Football, insbesondere in Hinsicht auf die NFL. Die längste Zeit seiner Karriere verbrachte er in verschiedenen Funktionen für die Cleveland Browns. Von 2014 bis 2016 war er Assistent der Trainer der New England Patriots. Er wird als zweifacher Gewinner des Super Bowl geführt: XIX als Teil des Teams der San Francisco 49ers, XLIX als Angestellter der New England Patriots.

## Karriere
Lombardi begann 1984 seine Karriere in der National Football League (NFL), als die San Francisco 49ers ihn für ihre Personalabteilung verpflichteten. Er blieb drei Jahre bei den 49ers, ehe er 1987 von den Cleveland Browns als Scout angestellt wurde. 1989 wurde er zum Director of Pro Personnel und 1993 zum Director of Player Personnel befördert. Dort blieb er bis 1995, als die Browns vorübergehend aufgelöst wurden. 1997 verpflichteten die Philadelphia Eagles Lombardi als Pro Personnel Consultant. Zusammen mit Bryan Broaddus übernahm Lombardi auch die Spielerauswahl im NFL Draft 1998. Dort wählten sie vier spätere Pro Bowler aus und tauschten für einen weiteren. Lombardi wurde jedoch bereits kurz nach dem Draft entlassen, da Eagles-Besitzer Jeffrey Lurie die Teamkultur ändern wollte. 1999 verpflichteten ihn die Oakland Raiders für die Personalabteilung. Nachdem Lombardi 2007 von den Raiders entlassen worden war, arbeitete er für kein NFL-Team, ehe er 2013 von den Browns als Vice President of Player Personnel verpflichtet wurde. In Cleveland wurde er nach der Saison 2013 entlassen. Er wurde daraufhin Assistenztrainer bei den New England Patriots, beendete jedoch im Juni 2016 seinen Vertrag um Analyst von FOX Sport zu werden.